# Валенсуэла, Фернандо (дипломат)
Фернандо Валенсуэла (род. 1948) — испанский дипломат.

## Биография
Родился в 1948 году в Испании. Степень магистра права получил в Университете Сарагоса, степень доктора юридических наук в Университете Парижа II. Проходил дополнительные образовательные программы в области международных отношений и экономической теории в университетах Парижа и Мадрида. В 2012 году проводил лекцию в Международном Университете в Москве на тему: «Европейский союз и Россия: партнеры или враги».

## Дипломатическая деятельность
Профессиональную карьеру дипломата начал в МИД Испании в 1974 году, с 1975 по 1977 год возглавлял отдел экономических и технических вопросов в аппарате министра иностранных дел Испании. В 1977—1980 годах возглавлял испанское генеральное консульство в аргентинском Розарио (Санта-Фе). В 1980-м возвращается в Европу и до 1983 года работает в Париже в должности советника постоянного представительства Испании при Организации экономического сотрудничества и развития. В 1983 году переводится в центральный аппарат МИД Испании на должность заместителя генерального директора по финансовым и административным вопросам. В 1985—1988 годах занимает пост генерального директора в кабинете госсекретаря Испании по вопросам международного сотрудничества со странами Латинской Америки. В 1989—1991 годах возглавлял испанское Международное агентство по развитию. С 1991 по 1996 год — представитель Испании при международных организациях ООН в Женеве, в 1996—1999 годах — посол в Канаде. В 1999 году был спецпредставителем генсека ООН в Республике Македонии.

## На дипломатической работе в Европейском союзе
В 1999—2000 годах был координатором программы Евросоюза «Пакт стабильности для Юго-Восточной Европы». В 2000 году покинул МИД Испании и перешел на работу в структуры ЕС. До 2005 года был заместителем гендиректора Европейской комиссии по внешним связям, с 2005 по 2009 года — глава представительства Еврокомиссии при ООН. 
С октября 2009 года по 2013 год возглавлял Представительство Евросоюза в России.